# Movimiento superlumínico
En astronomía, el movimiento superlumínico es el movimiento aparentemente más rápido que la velocidad de la luz que muestran radiogalaxias, cuásares y las fuentes galácticas conocidas como microcuásares. Se piensa que todas estas fuentes contienen agujeros negros que son responsables de lanzar masa a gran velocidad. Cuando se observó por primera vez en los años 1970, la velocidad superlumínica se utilizó como evidencia en contra de que los cuásares estuvieran a distancias cosmológicas. En la actualidad la mayor parte de los astrofísicos piensan que este movimiento no es más que una ilusión óptica y que no supone ninguna violación de la teoría de la relatividad.

## Explicación
El efecto se produce a velocidades cercanas a la de la luz. Imaginemos un cuerpo que sale del centro de una galaxia y se mueve rápidamente casi en la dirección al observador, a sólo unos pocos grados con la línea que le une a la galaxia. Cuando el cuerpo sale de la galaxia, emite un fotón. Al cabo un rato, el cuerpo se ha movido y, si emite un segundo fotón, este fotón necesitará menos tiempo que el primero para llegar a nosotros, porque el cuerpo ya estará más cerca. Si el observador ignora el movimiento hacia la Tierra y solo toma en consideración el movimiento perpendicular en el plano del cielo, le parecerá que el cuerpo se ha movido a más velocidad de la real. La velocidad aparente puede ser muchas veces superior a la de la luz.
La velocidad superlumínica se puede ver a veces en cuerpos que forman parte de jets que se alejan en dirección contraria, una alejándose y otro acercándose a la Tierra. Si se mide el desplazamiento Doppler de ambos cuerpos, se puede determinar la distancia y la velocidad de los cuerpos. 